# Petr Šindelář
Petr Šindelář (* 16. listopadu 1975 Gottwaldov) je český snowboardista, který závodí v alpských disciplínách od roku 2001.
Startoval na Zimních olympijských hrách 2010, kde se v paralelním obřím slalomu umístil na 28. místě. Pravidelně se účastní světových šampionátů, jeho nejlepším umístěním je 22. místo z paralelního obřího slalomu na MS 2011. V závodech Světového poháru se umístil nejlépe šestnáctý.